# Národopisná fotografie
Národopisná fotografie (etnografická fotografie) je odvětví fotografické tvorby jejímž cílem je dokumentovat lidové zvyky, kroje, předměty, stavby a podobně. V širším slova smyslu lze do tohoto oboru zahrnout i fotografie z oboru živnostenského portrétu, dokumentární, reportážní, sociologické či cestopisné fotografie. V užším slova smyslu se jedná o fotografie, které mají výslovně sloužit k domumentaci národopisných skutečností. Důležitou součástí národopisné fotografie je její přesný popis a datace.

## Historie
Nejstarší fotografie národopisného charakteru vznikaly ve fotografických portrétních ateliérech. Od osmdesátých let 19. století se stalo zhotovení fotografické podobenky finančně dostupným pro městské i venkovské obyvatelstvo. Živnostenské fotoateliéry tedy zhotovují portréty, fotografie postavy nebo skupin osob a tak zachycují zpravidla slavnostní kroje. V této době bylo zvykem nechávat si zhotovit takovouto fotografii při nějaké významné události (konfirmace, narukování na vojnu, svaba, pohřeb..) nebo na památku pro příbuzné. Rozmístění fotografovaných osob na skupinových fotografiích mělo svá zavedená pravidla, a tak je z fotografie možné vyčíst rodinnou hierarchii i vzájemné vztahy fotografovaných. Tato pravidla byla velmi podobná po celé Evropě i v zámoří. Zajímavými dokumenty bývají nejen rodinné skupinové fotografie, ale i školní, profesní či zájmové skupiny (ochotnické divadelní spolky, řemeslnické a jiné profesní skupiny, stolní společnosti a podobně).
Archivy místních fotografických ateliérů pak často obsahovaly fotografie jedné osoby v různých fázích života či zachycovaly několik generací jedné rodiny. Řada takovýchto archivů byla ale po zrušení soukromých živností zničena.
Vývoj fotografické techniky umožnil fotografům vypravovat se za fotografiemi z městského ateliéru do obcí a autentického prostředí. Lidé jsou pak zobrazováni ve svém přirozeném prostředí. Delší expoziční časy zpočátku omezovaly možnosti fotografa pouze na statické snímky, případně na aranžované "výjevy". S dalším zvyšováním citlivosti fotografických desek pak bylo možné zachycovat i přirozené scény ze života. Dalšími obory národopisné fotografie byla dokumentace lidových staveb, předmětů, výrobků, jednotlivých součástí oděvů (krajky, výšivky) atd.
Velkým podnětem pro rozvoj národopisné fotografie byl zájem společnosti o národopis v závěru 19. a na počátku 20. století. Takovým impulzem byla na území dnešní České republiky příprava Národopisné výstavy českoslovanské v roce 1895 v Praze. Tehdy vznikly rozsáhlé soubory dokumentárních fotografií (například soubor fotografií Františka Durase ze Slánska).

## Fotografové, kteří se věnovali národopisné fotografii

### Čeští a moravští fotografové
- Josef Braun[2]
- Ferdinand Bučina (Horňácko)
- František Duras (Slánsko)
- Wilhelm Horn (Morava)
- Karel Katholický
- František Kretz (Slovácko)
- Josef Matzura (německojazyčné oblasti na Moravě)
- Karel Plicka (Slovensko)
- František Pospíšil
- Josef Šíma (Horňácko)
- Bohumil Vavroušek (lidová architektura Čechy, Morava, Slovensko, Podkarpatská Rus)
- Josef Vlček (Horňácko)

### Zahraniční fotografové, působící na území českých zemí
- Erwin Raupp (Slovácko)[1][3]

### Zahraniční fotografové
- Guido Boggiani (Indiáni jižní Ameriky)
- Pavel Socháň (Slovensko)
- Edward S. Curtis (fotografie severoamerických indiánů)

Příklady národopisné fotografie
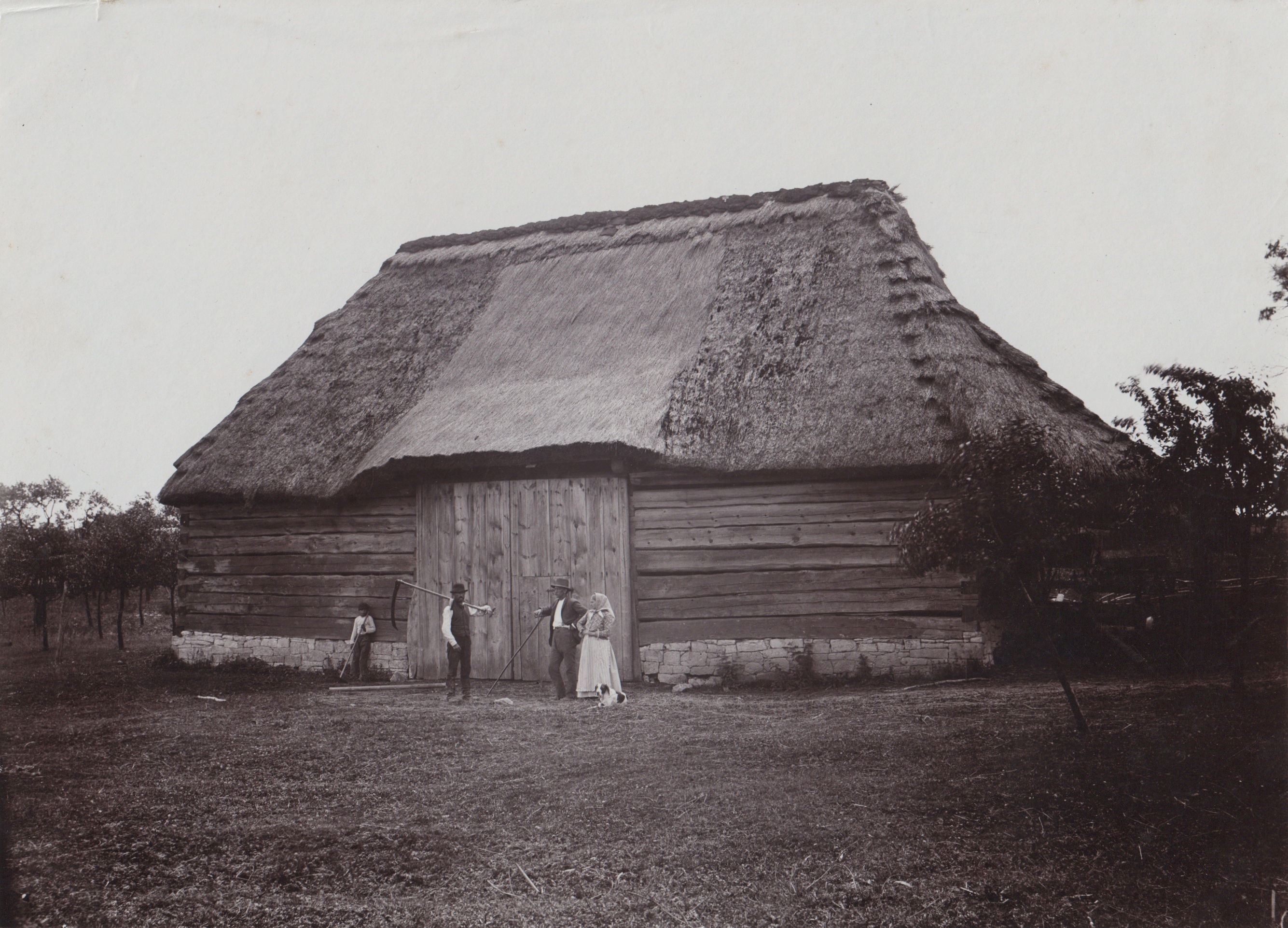
František Duras: Stodola v obci Třtice, počátek 20. století (před rokem 1904)
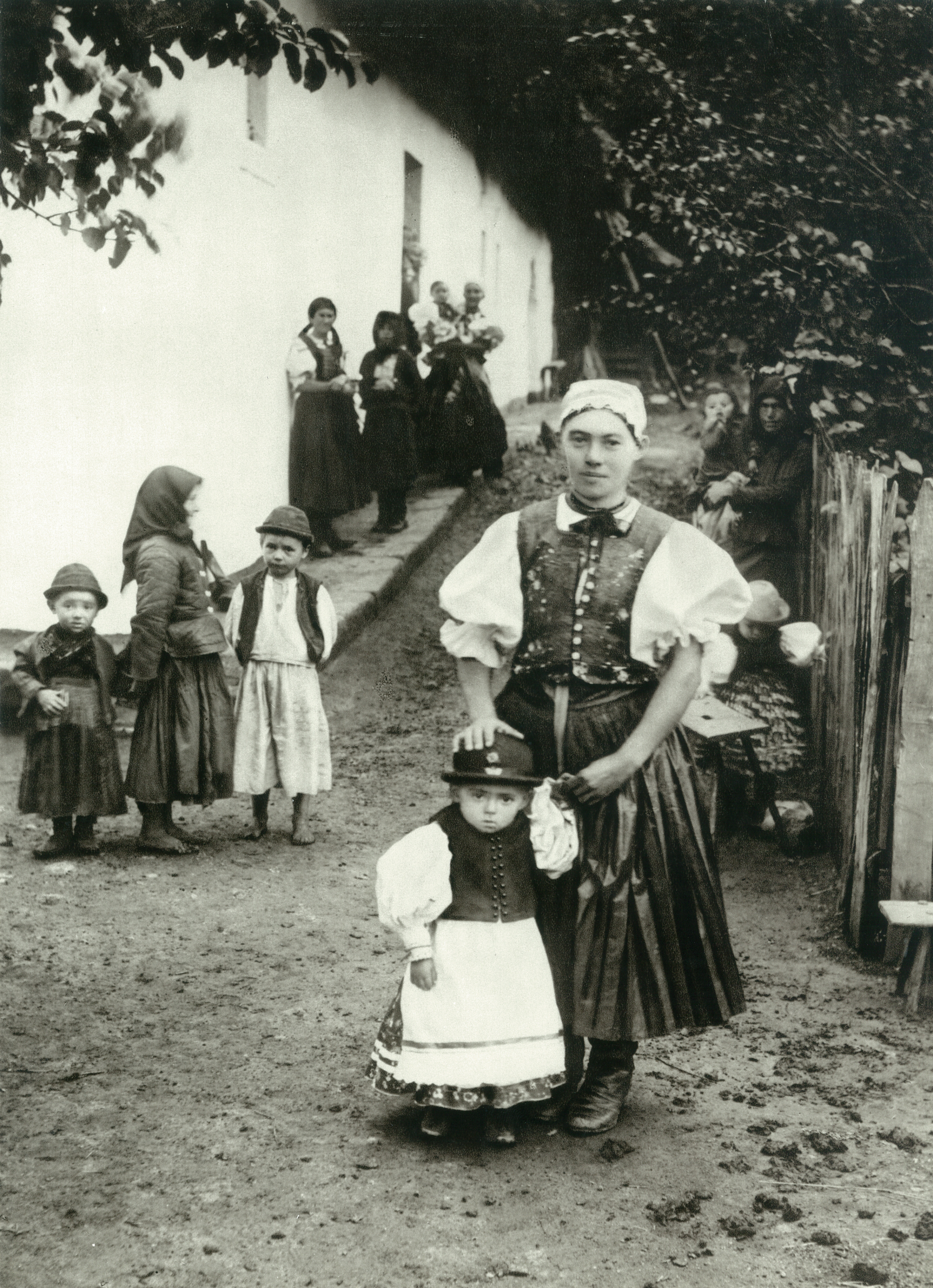
Pavel Socháň: Před domem, okolí Nitry
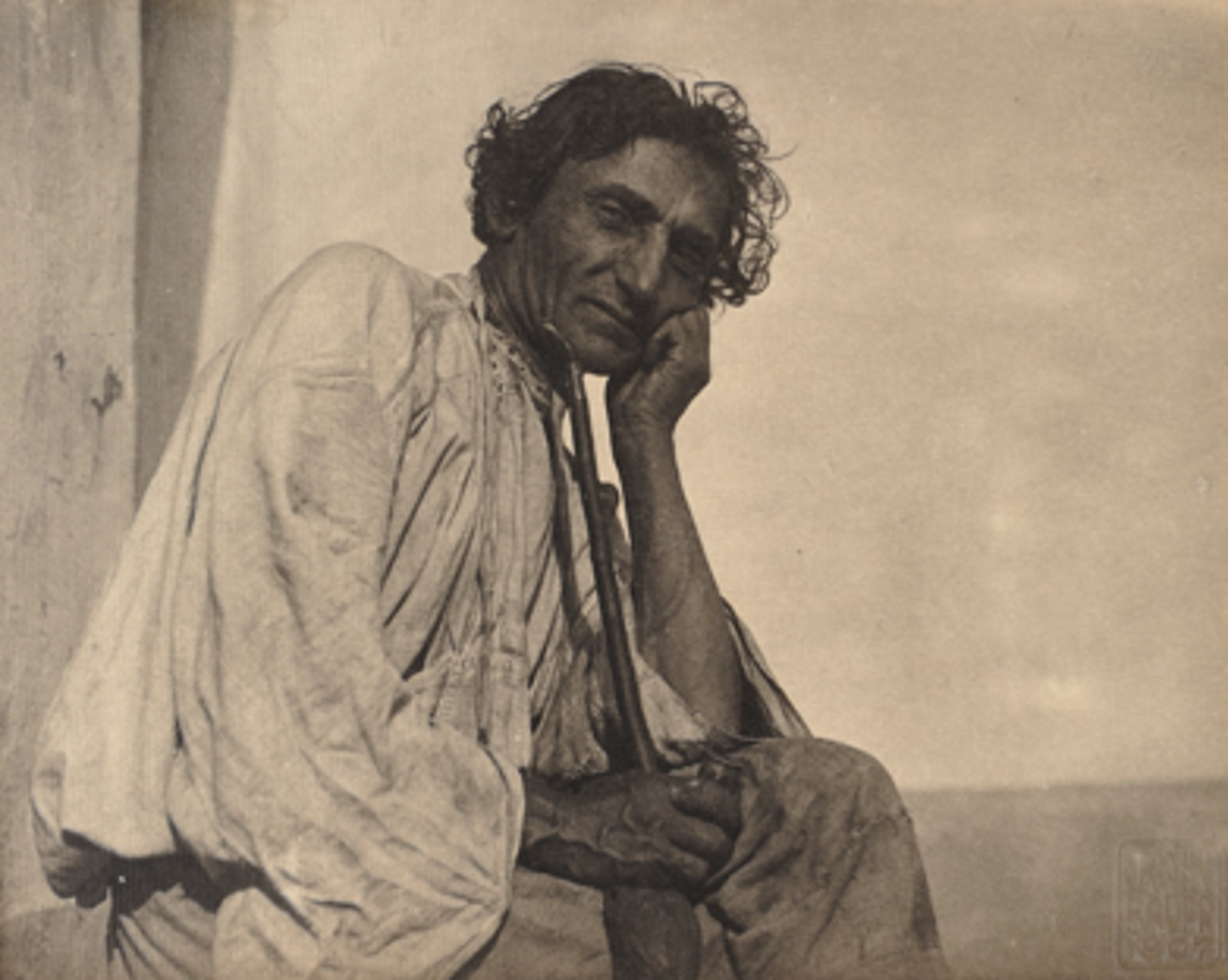
Erwin Raupp: Cikán Kubík, z hudců ve Velké, z cyklu Moravská Hellas (před rokem 1907)
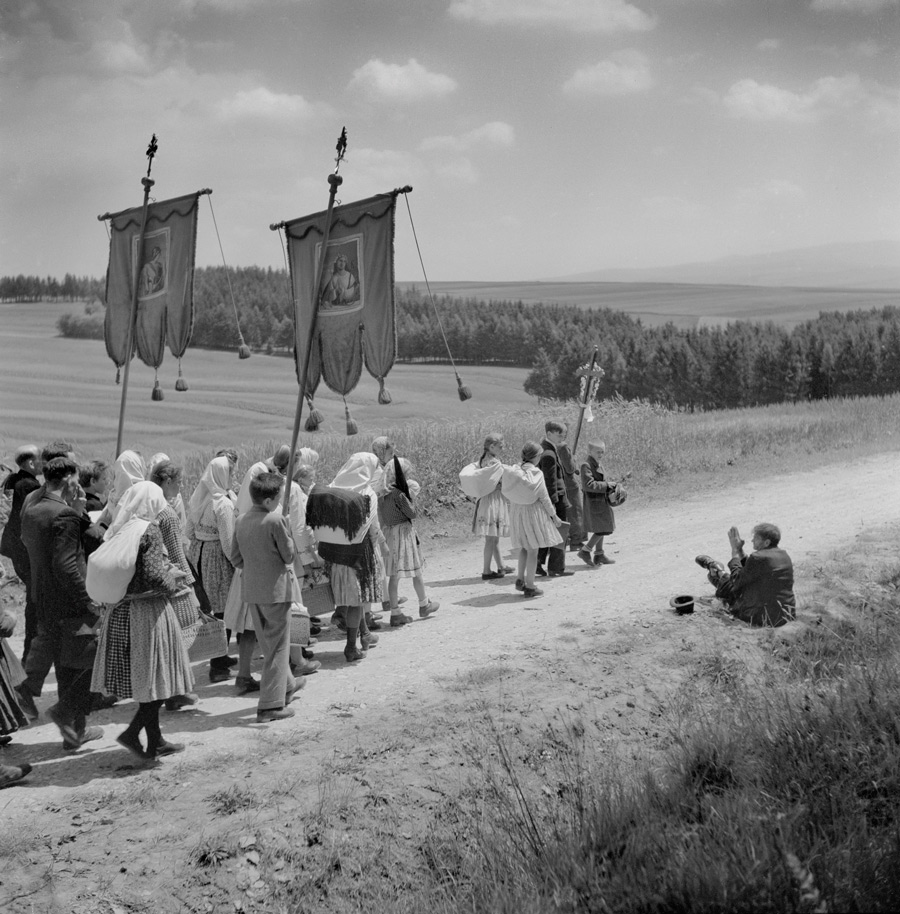
Ferdinand Bučina: Procesí na Horňácku (40. léta 20. století)
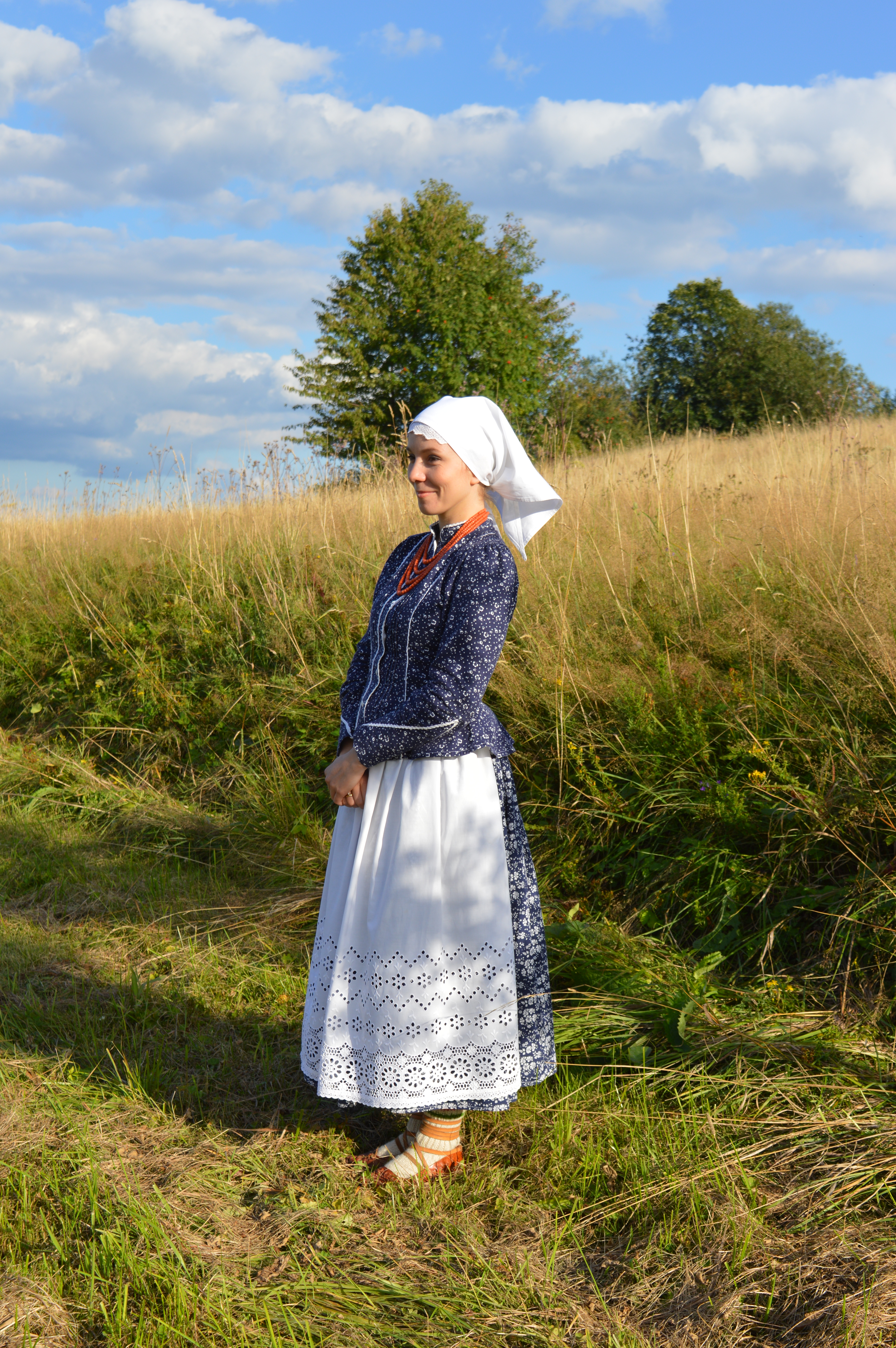
Ženský kroj z Žywieckých Beskyd, 2016